# اکسایش دیویس
در شیمی آلی، اکسایش دیویس یا اکسایش اگزازیریدین دیویس به اکسایش‌هایی اطلاق می‌شود که شامل استفاده از واکنشگر دیویس (۲-(فنیل‌سولفونیل)-۳-فنیل‌اکزازیریدین) یا دیگر واکنشگرهای اگزازیریدین مشابه است. این واکنش عمدتاً به تولید ترکیبات آلفا-هیدروکسی کربونیل (آسیلوئین‌ها) از کتون‌ها یا استرها اشاره دارد. واکنش در یک محیط بازی برای تولید انولات مربوط از کتون یا استر انجام می‌شود. مشخص شده‌است که این واکنش برای آمیدها نیز کار می‌کند.
سایر اکسایش‌های انجام شده توسط واکنشگر دیویس شامل اکسایش سولفیدها و سلنیدها به سولفوکسیدها و سلنوکسیدها بدون اکسایش بیشتر،  اکسایش آلکن‌ها به اپوکسیدها و اکسایش آمین‌ها به هیدروکسیل‌آمین‌ها و اکسیدهای آمین است.

## سازوکار
در مورد α-هیدروکسیل‌دار کردن کربونیل‌ها، ابتدا باز، کتون یا استر را به انولات مربوط تبدیل می‌کند. سپس، آنیون انولات به عنوان یک هسته‌دوست به اتم اکسیژن اگزازیریدین با مکانیسم SN2 حمله می‌کند و یک واسطه همی‌آمینال را تشکیل می‌دهد. سپس ماده میانی به یک سولفینیمین قطعه‌قطعه می‌شود و پس از پروتونه شدن، α-هیدروکسی کتون یا α-هیدروکسی استر مورد نظر تشکیل می‌شود.

## یادداشت
1. ↑  Davis oxidation
2. ↑  Davis' oxaziridine oxidation

## همچنین ببینید
- اکسایش رابتام -این واکنش نیز ترکیبات α-هیدروکسی کربونیل تولید می‌کند.